# Städtischer Verkehrsbetrieb Esslingen am Neckar
Der Städtische Verkehrsbetrieb Esslingen am Neckar (SVE), bis 1944 Eßlinger Städtische Straßenbahn (ESS), ist ein kommunaler Eigenbetrieb der Stadt Esslingen am Neckar. Der Verkehrsbetrieb betreibt den Oberleitungsbus Esslingen mit den Linien 101, 113 und 118 sowie die elf Omnibus-Linien 102–105, 108–111, 113, 115, 118, 132 und 138. Außerdem betreibt der SVE die Nachtbuslinien N12 und N13. Neben dem Esslinger Stadtgebiet werden dabei auch die Stuttgarter Stadtbezirke Hedelfingen und Obertürkheim bedient. An der Spitze des SVE stehen ein technischer und ein kaufmännischer Werkleiter Die Werkleitung wiederum ist dem Dezernat III der Stadtverwaltung Esslingen zugeordnet, seit 2015 in Person von Finanzbürgermeister Ingo Rust.

## Geschichte

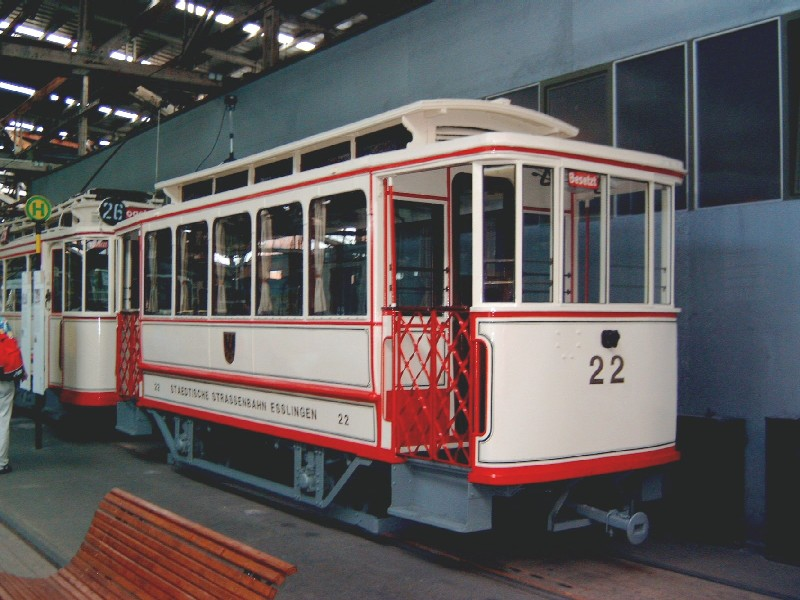
ESS-Beiwagen 22 in der Straßenbahnwelt Stuttgart

Die Gesellschaft Eßlinger Städtische Straßenbahn wurde anlässlich der am 24. Mai 1912 erfolgten Eröffnung der Straßenbahn Esslingen am Neckar gegründet. Mit der praktischen Durchführung des Fahrbetriebs wurden jedoch die Stuttgarter Straßenbahnen (SSB) beauftragt. Die 1944 erfolgte Umstellung auf Oberleitungsbus führte zwar zur Änderung des Gesellschaftsnamens, änderte aber nichts an dieser Situation. Grundlage für den Betrieb durch die SSB war ein gemeinsamer Gesellschaftervertrag. Erst nachdem dieser 1950 gekündigt wurde, übernahm der SVE zum 1. Januar 1951 von den SSB den Betrieb des Oberleitungsbusses und wurde gleichzeitig zum kommunalen Eigenbetrieb. Am 1. Juli 1953 wurde, ergänzend zu den beiden Oberleitungsbuslinien, die erste Omnibuslinie eingerichtet. Dies war die Linie 3 in die Gartenstadt Oberesslingen.
Im Rahmen der am 1. Februar 1968 gegründeten Esslinger Verkehrs-Gemeinschaft (EVG) bestand zudem – unter Federführung des SVE – ein Verkehrsverbund mit den privaten Verkehrsunternehmen Fischle, Schefenacker und Schlienz. Dieser war für die Koordinierung des Fahrplans und der Tarife zuständig. Zunächst wurden nur Umsteigefahrscheine angeboten, ab 1979/1980 dann ein echter Gemeinschaftstarif. 1993 löste dann der Verkehrs- und Tarifverbund Stuttgart (VVS) die EVG ab.
Ende Februar 1978 wurde die seit 1926 betriebene Straßenbahn Esslingen–Nellingen–Denkendorf, sie besaß außerdem eine Zweigstrecke von Nellingen über Scharnhausen nach Neuhausen, eingestellt und durch Omnibusse ersetzt. Bis Ende 2015 erbrachte der SVE im Auftragsverkehr die Fahrleistungen auf den drei Omnibuslinien 119, 120 und 121 der END Verkehrsgesellschaft. Dafür nahm der SVE seinerzeit seine ersten Gelenkbusse in Betrieb.
Im Jahr 2017 wurde der SVE von der Stadt Esslingen für zehn Jahre mit der Erbringung der Verkehrsleistung des Linienbündels 2 betraut. Von den insgesamt rund drei Millionen Fahrplankilometern erbringt der SVE 63 Prozent selbst. Die verbleibenden 37 Prozent wurden in Form einer Subunternehmerleistung an die private Albert Rexer GmbH & Co KG aus Calw vergeben, die hierfür eigens neue Omnibusse in den Esslinger Stadtfarben beschaffte, um ein einheitliches Erscheinungsbild zu gewährleisten. Die Ausschreibung ist linienrein erfolgt, so dass der SVE die Linien 101, 102, 103, 105, 111, 113 und 118 und Rexer die Tageslinien 104, 108, 109, 110, 112, 115, 132, 138 sowie die beiden neuen Nachtbuslinien N12 und N13 bedient. Aufgrund der Insolvenz der Firma Rexer betreibt seit dem 1. Januar 2021 wieder der SVE alle städtischen Buslinien in Esslingen.

## Linien

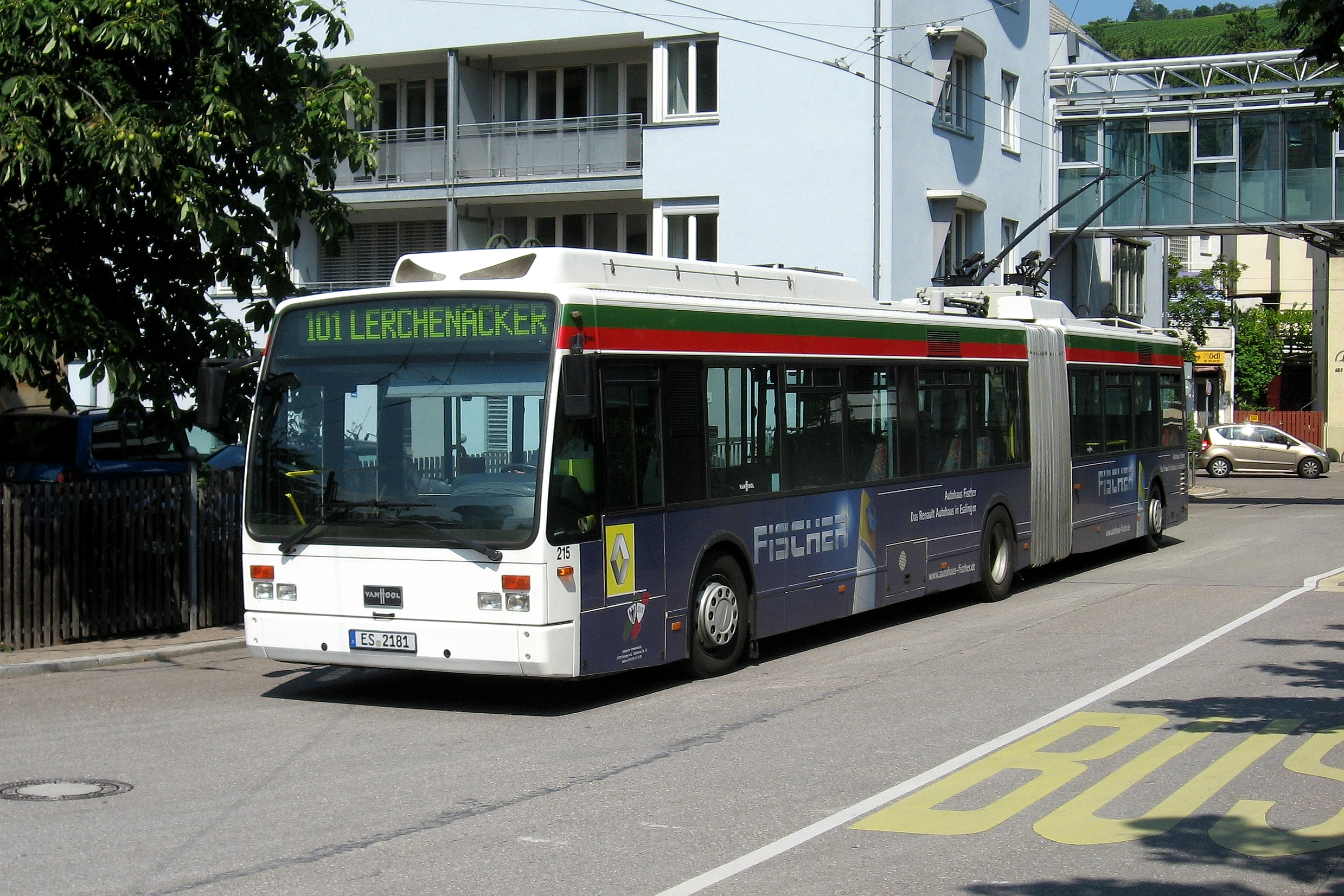
Ein Van-Hool-Oberleitungsbus auf Linie 101 in Stuttgart-Obertürkheim

| 101 | Oberesslingen Lerchenäcker – Obertürkheim Bf                                          |
| 102 | Zell Alleenstraße – Mettingen Bf                                                      |
| 103 | Zell Alleenstraße – Hedelfingen                                                       |
| 104 | Esslingen (N) ZOB – Deizisau Rathaus                                                  |
| 105 | Esslingen (N) ZOB – Esslingen (N) Am Schönen Rain                                     |
| 108 | Esslingen (N) ZOB – Liebersbronn Jägerhaus (Wiflingshausen Duklhäusle)                |
| 109 | Esslingen (N) ZOB – Neckarhalde Herrenwiesenweg (Rüdern Hinterer Holzweg)             |
| 110 | Esslingen (N) ZOB – Wiflingshausen Dulkhäusle                                         |
| 111 | Esslingen (N) ZOB – Serach Schulzentrum Nord                                          |
| 113 | Esslingen (N) ZOB – Berkheim Kronenstraße                                             |
| 115 | Mettingen Bf – Zell Berufliches Schulzentrum                                          |
| 118 | Esslingen (N) ZOB – Zollberg – Esslingen (N) ZOB                                      |
| 132 | Oberesslingen Theodor-Heuss-Gymnasium – Rüdern Hinterer Holzweg                       |
| 138 | Liebersbronn Jägerhaus – Berkheim Am Wiesengrund                                      |
| N12 | Nachtbus: Esslingen (N) ZOB – Wäldenbronn – Krummenacker – Rüdern – Esslingen (N) ZOB |
| N13 | Nachtbus: Esslingen (N) ZOB – Sirnau – Berkheim – Zollberg – Esslingen (N) ZOB        |

## Fahrzeuge

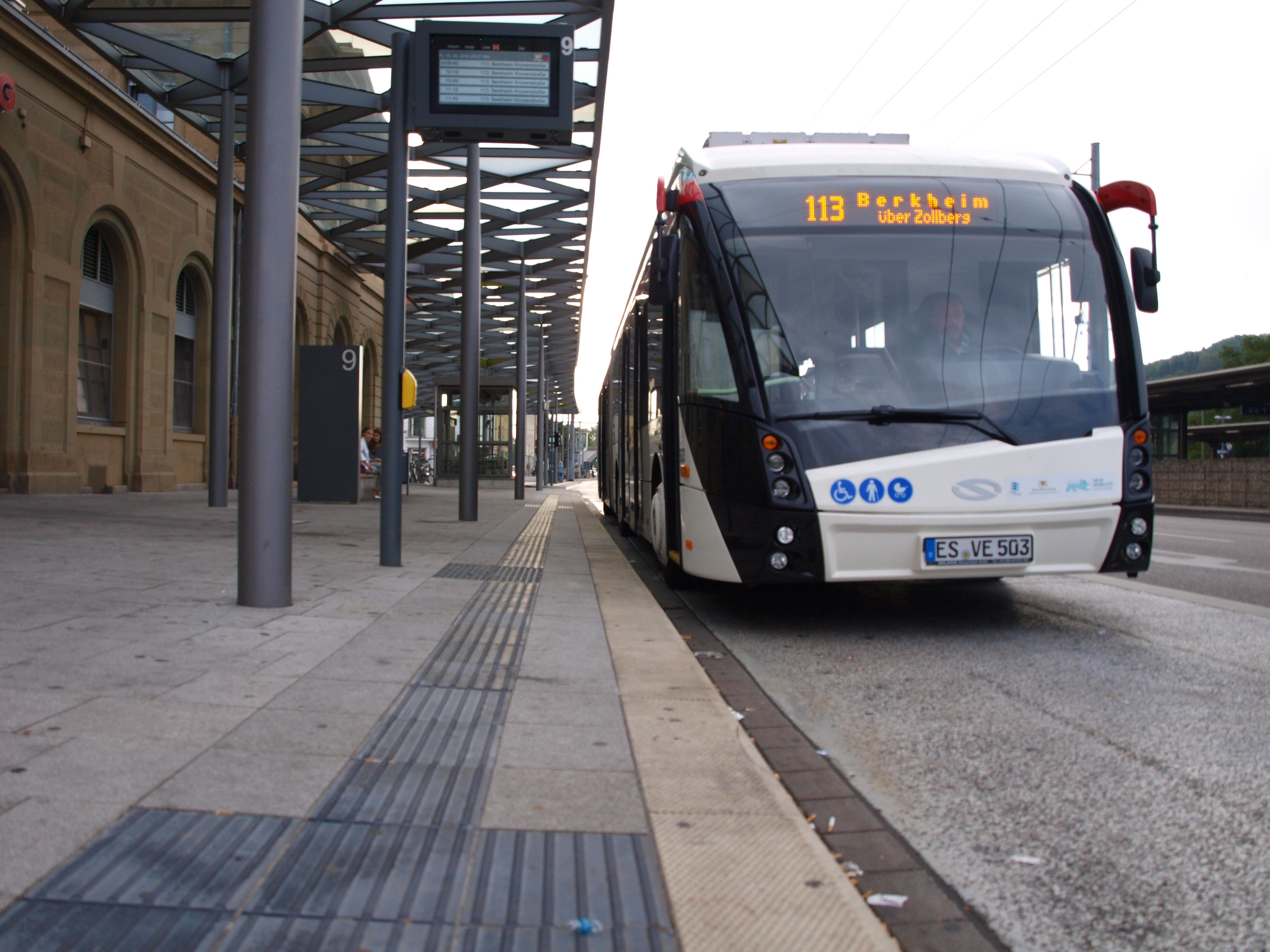
Ein Solaris Trollino 18 Metro am Bahnhof Esslingen (Neckar)

Oberleitungsbusse verkehren auf den Linien 101, 113 und 118. Letztere beide sind dabei nicht vollständig mit einer Oberleitung ausgestattet und werden daher abschnittsweise per Batteriehilfsantrieb bedient. Ziel ist es, in Zukunft alle Linien des SVE auf diese Art zu betreiben.

## Sonstiges

Nachgedruckter Fahrschein aus den 1950er Jahren

Der SVE war – aufgrund seiner Organisation als kommunaler Eigenbetrieb – der letzte Verkehrsbetrieb Deutschlands, der Behördenkennzeichen verwendete. Dies war bis 2020 der Fall und betraf alle vor Abschaffung dieser Art von Kennzeichen, die zum 1. März 2007 erfolgte, zugelassenen Fahrzeuge. Seither werden gewöhnliche Kennzeichen mit der Kombination ES-VE und einer dreistelligen Nummer vergeben.